# Synagoga w Karánsebes
Synagoga w Karánsebes (rum. Sinagoga din Caransebeș) – synagoga znajdująca się w Karánsebes przy ulicy Orsovei 2B. 
Synagoga została zbudowana w 1893 roku w stylu mauretańskim z domieszkami innych stylów. Synagoga jest obecnie czynna i stanowi pomnik historii Żydów zamieszkujących miasto. Synagoga jest jedną z bardziej charakterystycznych i oryginalnych budynków w mieście. Jej najbardziej charakterystycznymi elementami są dwie cienkie wieżyczki zwieńczone gwiazdami Dawida.